# 오스트레일리아 국립 대학교
오스트레일리아 국립 대학교 또는 호주국립대학교(Australian National University, ANU)는 오스트레일리아 수도 준주 캔버라에 위치해 있는 국립 대학교로서 오스트레일리아를 대표하는 세계적인 명문대학이다. 1946년 8월 1일 오스트레일리아 의회의 입법으로 설립되었다. 기원은 1946년 연방정부가 연방의회의 법령에 따라 대학원의 연구와 학문 강화를 위하여 설립한 오스트레일리아 유일의 연구대학으로 시작되었다. 설립 당시 대학원만 있었으며 1960년 캔버라 유니버시티 칼리지(Canberra University College)를 합병하여 일반학부(School of General Study)로 만듦으로써 학부 과정이 추가되었다. 오스트레일리아에서 연방의회의 법령에 따라 설립된 유일한 대학교이며, 15인으로 구성된 자문단이 전반 정책을 결정한다. 연구 및 장학제도와 교육방법의 우수함으로 널리 알려져 있다. ANU는 2015년도 QS 세계대학순위에서 19위를 차지했으며, 과목별 세계순위는 정치 및 국제학 7위, 법학 16위, 지리학 15위, 개발학 10위, 사회학 16위, 철학 19위, 역사학 9위, 지구해양과학 12위, 환경과학 17위, 농업 및 임학 7위 등으로 평가되어 다양한 분야에서 세계 20위권 내의 명실상부 오스트레일리아 최고 명문 대학이자 세계적인 명문대학으로 평가되고 있다.

## 설립 목적
ANU의 설립 목적은 다음과 같다.
- 국가가 직면한 전후(제2차 세계대전의 종결 그 후) 시대에 국가에게 오래도록 필요한 대학이 되기 위함
- 거국일치(오스트레일리아 연방제)와 민족 주체성의 발전을 위함
- 국가 스스로 그리고 이웃 국가들에 대한 이해 발전을 위함
- 경제 발전과 사회 결속에 공헌하기 위함

## 역사

### 20세기 기원
대학의 발달 초창기에는 오스트레일리아의 저명한 학자들이 상당수 직접적인 참여를 하였는데 그 중에는 레이다 개발과 핵물리학의 선도자 마크 올리펀트, 페니실린의 공동 발견자 하워드 플로리, 저명한 역사학자 키이스 핸콕 그리고 저명한 경제학자인 H.C. 쿰스 등이 포함되어 있다.
이 대학의 정식적인 설립은 오스트레일리아 의회의 법률 하에 이루어졌다. 제16대 호주 수상인 벤 치플리와 당시 전후국가재건 장관이었던 J.J.데드만, 그리고 당시 야당 대표였던 로버트 멘지스의 협력 하에 처음 공포되었다. 1946년 8월 1일에 법안이 통과되었고 그에 대한 법조문은 1947년 2월 7일에 실질적 효력을 가지게 되었다. 이로써 ANU는 호주 역사상 처음으로 오스트레일리아 연방 정부의 법률에 의해 설립된 대학이 되었고 오늘날까지도 주정부가 아닌 연방정부에 의해 운영되는 유일한 국립 대학으로 남아있다.
1951년 이 대학의 초대 총장으로 호주 제8대 수상인 스탠리 브루스가 임명되었고 그는 1961년까지 10년동안 대학의 총장직에 머물렀다.
1950년부터 대학의 행정원과 연구원들의 실질적인 직책 이행이 시작되었고 초기에 연구중심적 대학원의 형태로 지어진 대학은 1960년 학부 교육을 개설함으로써 종합대학교로 발전하게 되었다. 대학의 학부 교육은 오스트레일리아 수도 준주의 제3차 교육의 필요와 요구를 충족시키기 위해 '캔버라 유니버시티 칼리지 법령 1929'에 따라 1930년에 설립된 캔버라 유니버시티 칼리지를 근원으로 하고 있다. 캔버라 유니버시티 칼리지는 멜버른 대학교를 통해 교육을 제공하였으며 재학생들은 멜버른대학교의 인가를 받았다. 1960년 캔버라 유니버시티 칼리지가 ANU의 학부 교육으로 통합되었고 그것이 현재 학부 교육의 시작이 되었다.
1960년 7월 5일에는 콕크로프트 건물에 화재가 발생하여 건물의 동쪽 끝 부분의 대부분을 잃게 되는 사건을 겪게 된다. 이 화재로 인해 제조실, 600 kV 콕크로프트 월턴 가속기 그리고 많은 양의 임직원 및 재학생들의 성적 및 중요 문서를 소실하게 된다. 화재 피해에 대한 재건은 1961년 9월에야 마무리 되었다.
천문학, 지구물리학, 지구화학 부서와 같은 대학의 초기 부서들은 현재 각 분야의 연구대학으로 분리되었다. 지구물리학 및 지구화학 부서는 1973년에 지구과학 연구대학으로 분리되었다. 1957년에는 마운트 스트롬로 천문대가 천문학 부서의 일부로 편입되었다. 대학의 일환으로 천문학 부서는 사이딩 스프링 천문대를 설립함과 동시에 마운트 스트롬로 천문대에도 많은 양의 천문망원경을 설치하였다. 천문학 부서는 1986년에야 비로소 대학의 천문학 및 천체물리학 연구대학으로 분리되었다.

### 21세기 발자취
미국의 건축가 월터 벌리 그리핀이 캔버라에 대한 도시 계획을 세웠을 당시, 액튼 반도(벌리그리핀 호수에 둘러쌓인 캠퍼스의 남쪽 반도형 지대)를 병원 설립만을 위한 부지가 아닌 의과대학 설립을 위한 곳으로 사용되게끔 계획하였다. 그리고 2001년 4월, 8개월이 넘게 지속된 공청회와 조사 위원회의 치열한 논의 끝에 ANU가 호주의 12번째 그리고 세계 896번째 의과대학을 설립하게 될 것임이 정식으로 공표되었다. 의과대학이 설립 된 후 얼마 뒤, 의과대학의 임직원들은 교육 및 임상의 목적을 위해 액튼 반도에 위치한 호스피스와 격리시설에 대한 임대를 허가해 줄 것을 오스트레일리아 수도권 자치 정부에게 정식으로 요청하였다.
1991년 11월, 액튼 반도에 위치해 있던 왕립 캔버라 병원은 캔버라의 우든 밸리 병원과 합병을 하며 자리를 옮기게 되었다. 이 합병을 통해 캔버라의 가란 지역에 캔버라 병원이 새로 설립되었고 그와 동시에 ANU 의과대학 역시 캔버라 병원 내로 자리를 옮기게 되었다. 현재 의과대학은 이 대학의 액튼 캠퍼스와 캔버라 병원 내에 각각 두개의 캠퍼스를 두고 있다.
과거 왕립 캔버라 병원이 위치해 있던 액튼 반도에는 현재 오스트레일리아국립박물관이 설립되어 있다.
2003년 1월 18일, 캔버라 파이어스톰에 의해 마운트 스트롬로 천문대가 화염에 휩싸였고 그로 인해 천문망원경 5대와 작업장, 집 7채 그리고 국가 유산 목록인 본부건물이 소실되는 피해를 입기도 하였다. 화재의 피해를 입지 않고 구조된 천문망원경은 1868 15 센티미터 파넘 망원경이 유일하였다. 나머지 파손된 장비들은 오스트레일리아국립박물관에 전시되었고 그 중에는 녹은 망원경 거울과 광학 유리의 일부분이 포함되어 있다.

## 대학 및 개설 학과

### 학부 과정

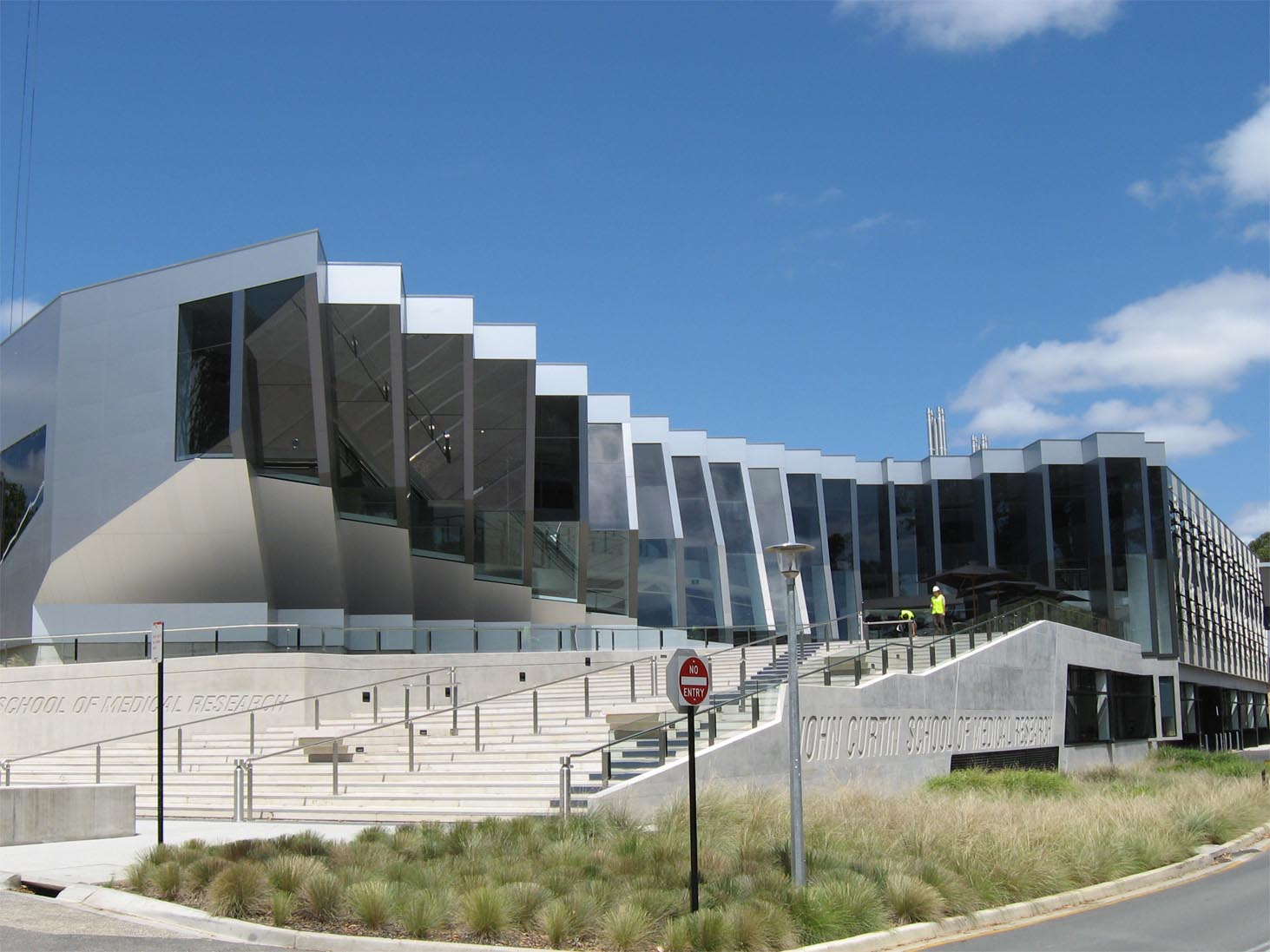
존 컬틴 의학 연구 대학

ANU에는 총 7개의 단과대학이 있으며 각 대학에서는 관련 학부과정 및 대학원과정을 제공하고 있다. 단과대학의 목록은 다음과 같다.
- 인문·사회과학 대학(College of Arts & Social Science)
- 아시아·태평양학 대학(College of Asia & the Pacific)
- 경영·경제학 대학(College of Business & Economics)
- 공학·컴퓨터공학 대학(College of Engineering & Computer Science)
- 법학 대학(College of Law)
- 의학·생물학·환경학 대학(College of Medicine, Biology & Environment)
- 물리학·수학 대학(College of Physical & Mathematical Science)

|  | - Bachelor of Philosophy (Honours) - Arts and Social Science 보관됨 2012-12-19 - 웨이백 머신 철학과 - 인문사회과학 (우등학사) - Bachelor of Philosophy (PhB) Honours/Bachelor of Arts (Honours) (NUS) 보관됨 2012-12-19 - 웨이백 머신 철학과 (우등학사)/인문학과 (우등학사) - 호주국립대-싱가포르국립대 연계 학과 - Bachelor of Archaeological Practice 보관됨 2012-12-19 - 웨이백 머신 고고학과 - Bachelor of Art History and Curatorship 보관됨 2012-12-19 - 웨이백 머신 미술사·큐레이터학과 - Bachelor of Arts 보관됨 2012-12-19 - 웨이백 머신 인문학과 - Bachelor of Classical Studies 보관됨 2012-12-19 - 웨이백 머신 고전학과 - Bachelor of Criminology 범죄학과 - Bachelor of Design Arts 보관됨 2012-12-19 - 웨이백 머신 디자인 예술학과 - Bachelor of Development Studies 보관됨 2012-12-19 - 웨이백 머신 개발학과 - Bachelor of Digital Arts 디지털 예술학과 - Bachelor of European Studies 보관됨 2012-12-19 - 웨이백 머신 유럽학과 - Bachelor of Environmental Studies 보관됨 2012-12-19 - 웨이백 머신 환경학과 - Bachelor of International Relations 보관됨 2012-12-19 - 웨이백 머신 국제관계학과 - Bachelor of Languages 보관됨 2012-12-19 - 웨이백 머신 언어학과 - Bachelor of Latin American Studies 보관됨 2012-12-19 - 웨이백 머신 라틴 아메리카학과 - Bachelor of Middle Eastern and Central Asian Studies 보관됨 2012-12-19 - 웨이백 머신 중동·중앙아시아학과 - Bachelor of Music 보관됨 2012-12-19 - 웨이백 머신 음악과 - Bachelor of Policy Studies 보관됨 2012-12-19 - 웨이백 머신 정책학과 - Bachelor of Political Science 정치학과 - Bachelor of Politics, Philosophy & Economics 보관됨 2012-12-19 - 웨이백 머신 정치·철학·경제학과(PPE) - Bachelor of Visual Arts 보관됨 2012-12-19 - 웨이백 머신 시각예술학과 |

|  | - Bachelor of Philosophy (Honours) - Asia and the Pacific 철학과 - 아시아태평양학 (우등학사) - Bachelor of Asian Studies 아시아학과 - Bachelor of International Security Studies 보관됨 2015-11-17 - 웨이백 머신 국제안보학과 - Bachelor of Languages 보관됨 2012-12-19 - 웨이백 머신 언어학과 (아시아 태평양 지역) - Bachelor of Pacific Studies 태평양학과 |

|  | - Bachelor of Finance, Economics and Statistics (Honours) 금융·경제·통계학과 (우등학사) - Bachelor of Actuarial Studies 계리학과 - Bachelor of Business Administration 경영학과 - Bachelor of Commerce 통상학과 - Bachelor of Economics 경제학과 - Bachelor of Finance 금융학과 - Bachelor of International Business 국제무역학과 - Bachelor of Social Sciences (Honours in Actuarial Studies and Economics) 사회과학과 (계리학 및 경제학 우등학사) - Bachelor of Statistics 통계학과 |

|  | - Bachelor of Engineering (R&D) 공학과 (R&D) - Bachelor of Advanced Computing (R&D) 고등컴퓨터학과 (R&D) - Bachelor of Advanced Computing(Honours) 고등컴퓨터학과 (우등학사) - Bachelor of Software Engineering(Honours) 소프트웨어 공학과 (우등학사) - Bachelor of Information Technology 정보기술학과 - Bachelor of Engineering(Honours) 공학과 (우등학사) |

|  | - Bachelor of Laws(Honours) 보관됨 2013-01-28 - 웨이백 머신 법학과 (우등학사) |

|  | - Bachelor of Medicine and Bachelor of Surgery 의학과 |

|  | - Bachelor of Philosophy (Honours) - Science 철학과 - 과학 (우등학사) - Bachelor of Computational Science (Honours) 계산과학과 (우등학사) - Bachelor of Interdisciplinary Studies (Sustainability) 학제간 연구과 - Bachelor of Psychology (Honours) 심리학과 (우등학사) - Bachelor of Science (Advanced) (Honours) 과학과 (고등/우등학사) - Bachelor of Science 과학과 - Bachelor of Science(Forest Sciences) 과학과 (삼림학 전공) - Bachelor of Science(Psychology) 과학과 (심리학 전공) - Bachelor of Science(Resource & Environmental Management) 과학과 (자원환경관리학 전공) - Bachelor of Biotechnology 생명공학과 - Bachelor of Genetics 유전자학과 - Bachelor of Medical Science 의료과학과 |

### 대학원
7개 단과대학 외에도 현재 ANU는 대학원과정만을 제공하는 전문대학원을 가지고 있다. 대표적인 전문대학원은 다음과 같다.
- 천문학·천체물리학 연구 대학 (Research School of Astronomy & Astrophysics) - 물리학·수학 대학 소속
- 크로우포드 공공 정책 대학 (Crawford School of Public Policy) - 아시아·태평양 대학 소속
- 국가 안보 대학 (National Security College) - 아시아·태평양 대학 소속
- 국립 토착학 센터 (National Centre for Indigenous Studies) - 인문·사회과학 대학 소속
- 존 컬틴 의학 연구 대학 (John Curtin School of Medical Research) - 의학·생물학·환경학 대학 소속

## 캠퍼스

### 액튼 캠퍼스
주 캠퍼스는 캔버라 도심인 액튼(Acton)에 위치해 있다. 서쪽 경계로 블랙산(Black Mountain)을, 남쪽 경계로 벌리그리핀호(Lake Burley Griffin)를 두고 있는 액튼 캠퍼스는 1.45km2에 달하는 드넓은 면적에 1만 그루 이상의 나무가 무성한 그린 캠퍼스를 자랑한다. 캠퍼스의 넓은 면적에는 캔버라 도심의 일부분 역시 포함되어 있다. 벌리그리핀호와 이어지는 설리반 개울이 캠퍼스의 중앙을 가로지르며 캠퍼스를 이등분한다. 액튼 캠퍼스는 크게 여덟개의 구역으로 나뉘는데, 설리반 개울을 중심으로 서쪽에는 딕슨 구역(Dickson Precinct), 린네 구역(Linnaeus Precinct), 데일리 구역(Daley Precinct)이 있고 동쪽에는 킹슬리 구역(Kingsley Precinct), 발데신 구역(Baldessin Precinct), 엘러리 구역(Ellery Pre), 리버시드 구역(Liversidge Precinct)이 있다.
ANU는 오스트레일리아 연방 유산 목록, 오스트레일리아수도준주(ACT) 유산 등록청 그리고 네셔널 트러스트에서 지정한 역사적 의미가 깊고 보존의 대상이 되는 건축물 및 장소를 상당수 포함하고 있다. 캠퍼스 내에 위치한 유명한 건축물로는 영국고등위원회 본부로 사용되다가 현재는 인문연구센터와 비교문화연구소로 이용하는 올드캔버라하우스(1913)와 과거 외교 사절단의 건물이 있다. 또한 ANU 고전박물관이 캠퍼스 내에 자리하고 있으며 캠퍼스의 남쪽 지대에 해당하는 액튼 반도에는 현재 호주 국립박물관이 위치해 있다.
그밖에 노던 준주의 주도인 다윈에 노스오스트레일리아 연구단지가 있으며 뉴사우스웨일스주 남쪽 해안의 키올로아(Kioloa)에 작은 규모의 캠퍼스가 있다. 부설기관으로는 도서관, 부속병원, 캔버라 서쪽의 스트롬로산 관측대, 뉴사우스웨일스주 서쪽의 사이딩 스프링 천문대 등이 있다.

## 부속 시설

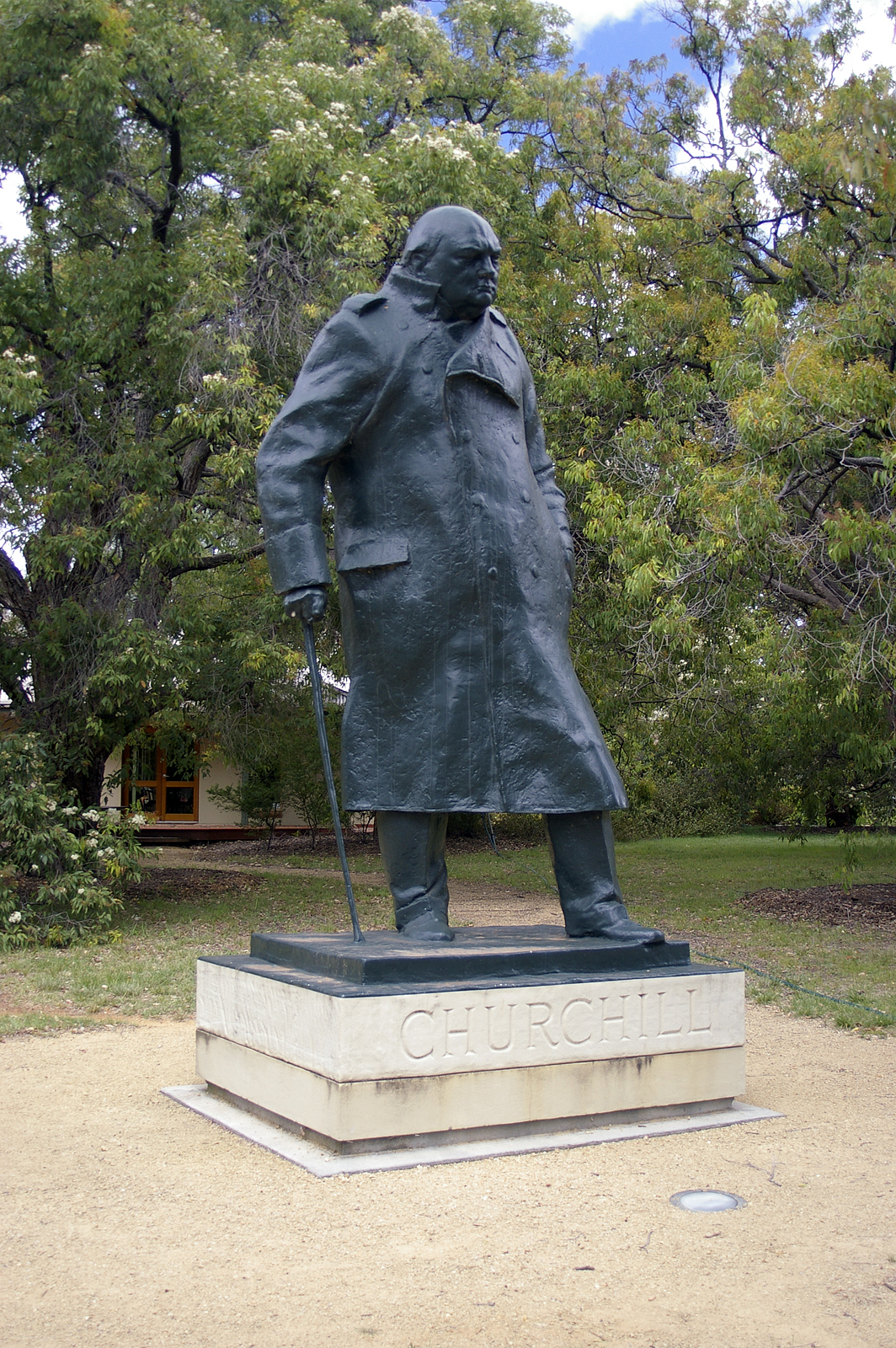
윈스턴 처칠 동상, 유니버시티 하우스 앞

### 기숙사
ANU는 다른 주 및 국가에서 입학하는 학생들이 상당히 많은 탓에 학교 측에서 운영하는 기숙사 역시 상당히 많다.
학부생 기숙사로는 유니버시티 하우스 (University House), 존 XXIII 칼리지 (John XXIII College), 브루스 홀 (Bruce Hall), 버그만 칼리지 (Burgmann College), 우르술라 홀 (Ursula Hall), 버튼 앤 가란 홀 (Burton & Garran Hall), 데이비 유니로지 (UniLodge Davey), 킨로취 유니로지 (UniLodge Kinloch), 와럼블 유니로지 (UniLodge Warrumbul), 래나 카멜 유니로지 (Lena Karmel Lodge) 그리고 페널 홀 (Fenner Hall), 이렇게 총 아홉개의 학부생 기숙사를 보유하고 있으며 이 중 패널 홀을 제외한 나머지 여덟개는 캠퍼스 내에 설립되어 있다. 이 중 버그만 칼리지와 존 XXIII 칼리지는 대학의 직접적인 관리를 받지 않는 독립적인 기숙사로서 기숙사 입사에 대한 자체적인 허가 과정을 가지는 유일한 기숙사로 남아있다.
교원 및 대학원생을 위한 숙박시설로는, 토드 홀(Toad Hall), 유니버시티 하우스(University House) 그리고 그래듀에이트 하우스(Graduate House)가 설립되어 있다.
캠퍼스 내에서 거주하지 않는 학생들을 위한 비거주용 숙박시설인 그리핀 홀(Griffin Hall) 역시 캠퍼스 내에 위치해 있다. 대학 기숙사의 전체 수용 규모가 3,700명이 넘음에도 불구하고 과거 입학생 초과로 인한 기숙사 부족을 겪은 적이 있는 대학은 추가적인 기숙사 설립에 대한 필요성을 느끼고 있다.

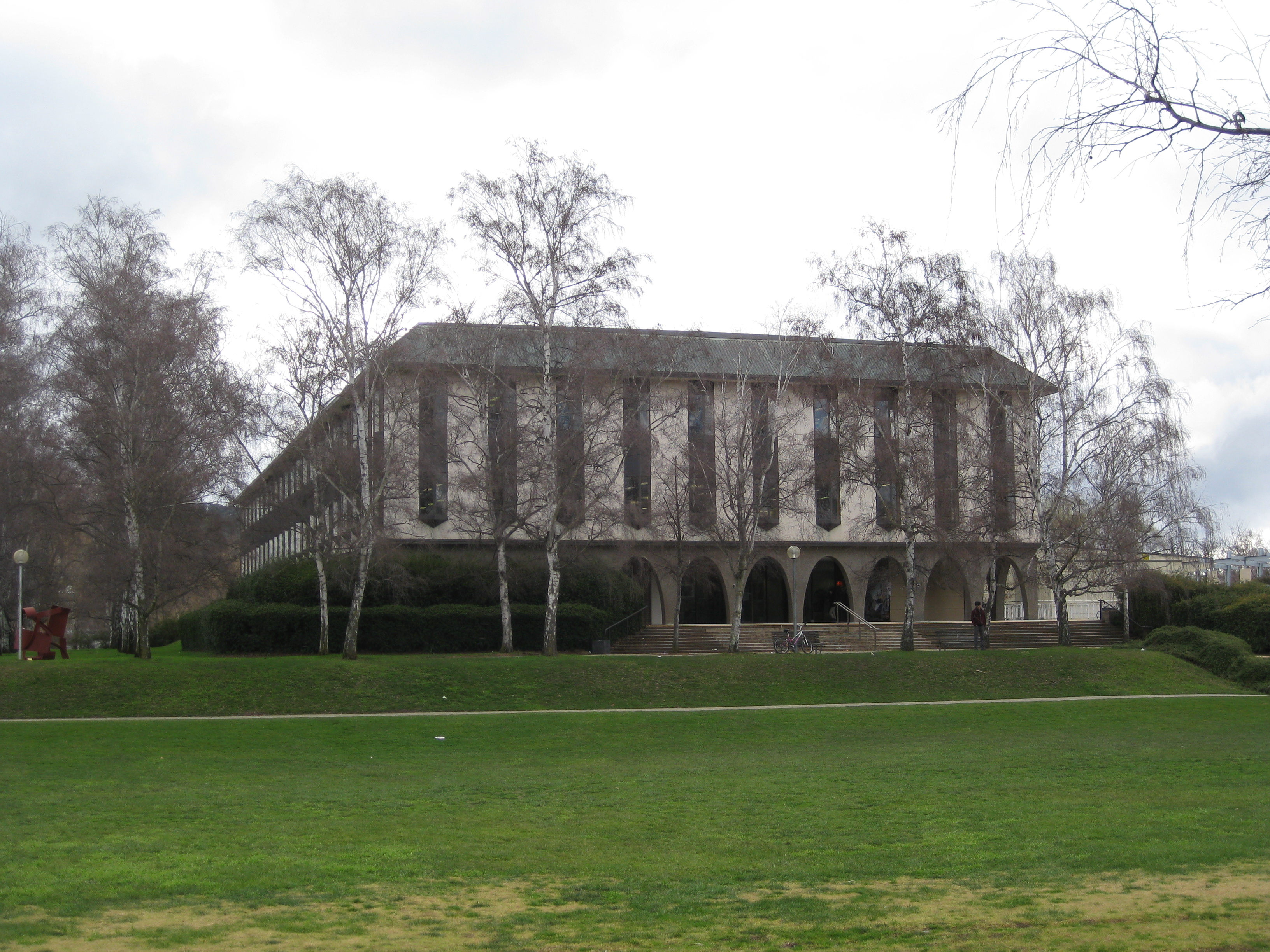
J.B.치플리 도서관

### 도서관
ANU 도서관은 대학 정보부의 일부이다. 1948년, 대학의 도서관은 Arthur Leopold Gladstone McDonald를 도서관 서기로 임명하는 것으로 시작되었다. 초기에는 McDonald 서기와 몇몇의 조수들이 멜버른대학교의 올먼드 칼리지에 본부를 두고 도서 수집을 시행하였다가, 1950년 말에 수집된 자료가 약 40,000권에 이르자 캔버라에 위치한 왕립 캔버라 병원(현재 캔버라 병원)으로 이송하였다. 이후로 지속적인 보유 도서량 증가가 이루어졌으며, 1960년 McDonald 서기가 퇴임할 때에는 무려 도서량이 150,000권에 달하였다.

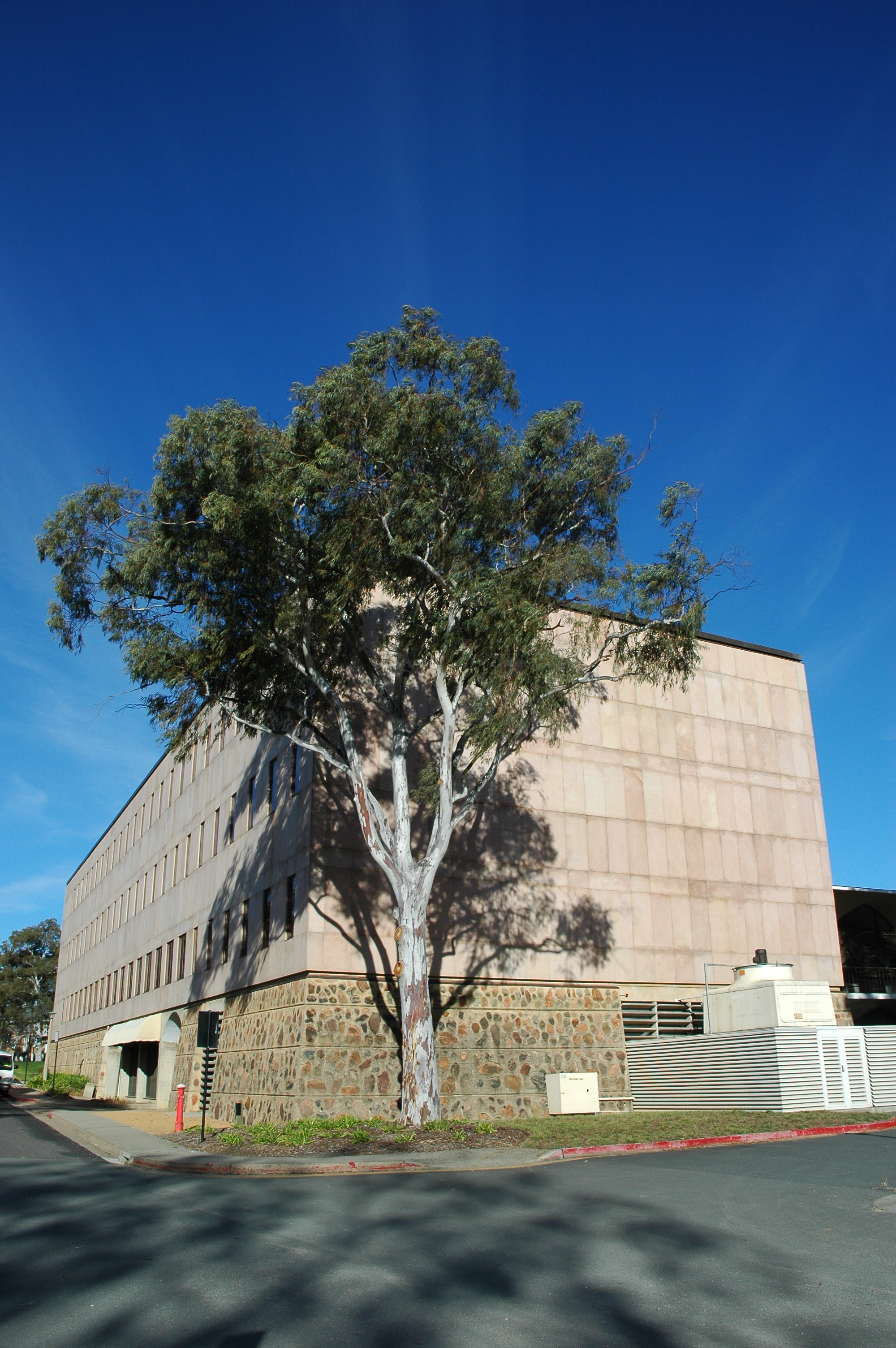
R.G. 멘지스 도서관

대학의 도서 자료는 네개의 메인 도서관에 학문별로 구분되어 소장 및 관리되고 있다.
메인 도서관으로는,
- R.G.맨지스 도서관 (R.G.Menzies Library) - 아시아 대평양학 도서관
- J.B.치플리 도서관 (J.B.Chifley Library) - 인문학 및 사회과학 도서관
- W.K.핸콕 도서관 (W.K.Hancock Library) - 과학 및 공학 도서관
- 법학 도서관 (Law Library)

이렇게 네 곳이 캠퍼스 내에 설립·운영되고 있다.
특히 R.G.맨지스 도서관은 오스트레일리아의 교육과 연구 발전에 크게 기여한 호주의 제12대 총리인 로버트 멘지스의 이름을 딴 도서관으로서, 1963년 3월13일 호주를 방문한 여왕 엘리자베스 2세가 도서관 개관식에 참석한 가운데 정식으로 문을 열었다.
추가적인 서비스는 다섯개의 과학 브랜치 도서관에서 제공되고 있다.
과학 브랜치 도서관으로는,
- 예술 도서관 (Art Library)
- 화학 브랜치 도서관 (Chemistry Branch Library)
- 지구과학 브랜치 도서관 (Earth Sciences Branch Library)
- 에클스 의학 도서관 (Eccles Medical Library)
- 음악 도서관 (Music Library)

이렇게 다섯 곳이 캠퍼스 내에 설립·운영되고 있다.
현재 ANU는 250만 개의 자료를 보유하고 있으며 교직원 및 학생들에게 71,000개가 넘는 전자 논문과 150개에 달하는 데이터베이스를 제공하고 있다. 250만개의 자료는 주로 서적, 논문, 마이크로폼, 음영물, 악보, 진본, 박사논문 등으로 이루어져있으며 이 자료들은 관련된 학과 별로 구분되어 캠퍼스 내의 각 도서관에 분포되어 있다.

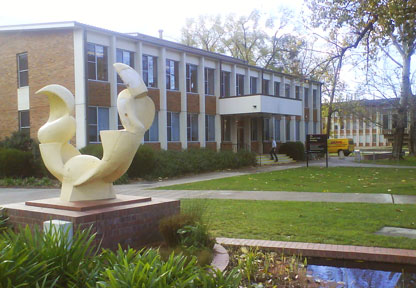
공공과학인지센터

### 공공과학인지센터
공공과학인지센터(Centre for the Public Awareness of Science, CPAS)는 대학의 부속시설 중 하나이며 동시에 유네스코 호주 위원회의 센터이기도 하다.
CPAS는 태평양과 그 후방 지역의 과학 커뮤니케이션 및 커뮤니케이터들과 연계되어 있으며, 사모아의 수도 아피아에 위치한 유네스코 태평양 사무소와의 협력을 통해 태평양 지역의 국가들에 대한 과학 교육과 연수 그리고 커뮤니케이션을 집중적으로 시행하고 있다. 1996년 리처드 도킨스 교수의 오프닝 행사와 함께 런칭되었다.

### 국립사전센터

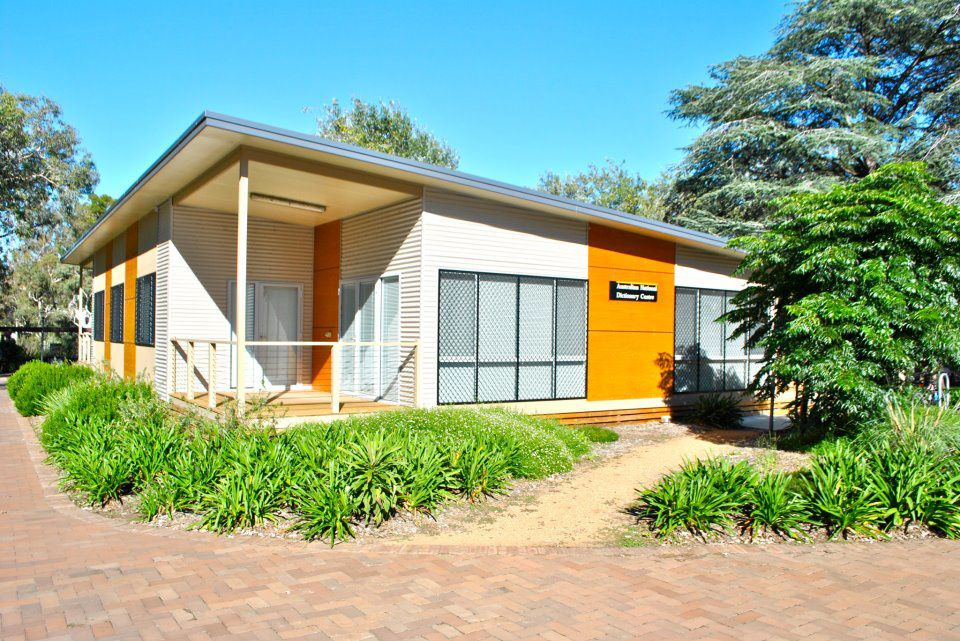
호주국립사전센터

호주 국립 사전 센터는 호주 국립 사전을 편찬하는 기관으로서 대학의 부속시설의 하나로 자리하고 있다. 호주의 사전편찬을 연구하는 주요 기관으로서 ANU와 옥스퍼드대학교 출판부로부터 지원을 받는다.
1970년도 당시 호주만의 일반 사전에 대한 필요를 느끼던 W.S. 램슨 박사(1933-2011)는 1970년대 후반에 ANU에서 오스트레일리아 영어 사전에 대한 연구를 시작했다. 자료 소집이 시작되고 몇 년 뒤, 램슨 박사는 옥스퍼드대학교 출판부와 개발된 사전에 대한 출판을 계약하였다.
1988년 ANU와 옥스퍼드대학교 출판부가 정식으로 사전에 대한 계약을 체결하면서 램슨 박사의 오스트레일리아국립사전 프로젝트는 오스트레일리아국립사전센터라는 새 명칭을 갖게 되었다. 출판에 대한 계약은 ANU와 옥스퍼드대학교 출판부 간의 재계약을 통해 5년 주기로 갱신되며 가장 최근의 갱신은 2011년도에 이루어졌다.
현재 오스트레일리아 옥스퍼드 사전을 비롯해 오스트레일리아 포켓 옥스퍼트 사전, 오스트레일리아 축약 옥스퍼드 사전 등을 동시에 편찬하고 있다. 또한 센터는 초등학교를 위한 프라이머리 오스트레일리아 사전과 오스트레일리아 미들 프라이머리 사전, 그리고 중고등학교를 위한 오스트레일리아 스쿨 사전과 오스트레일리아 스튜던츠 컬러 사전을 편찬하고 있다.

## 부속병원

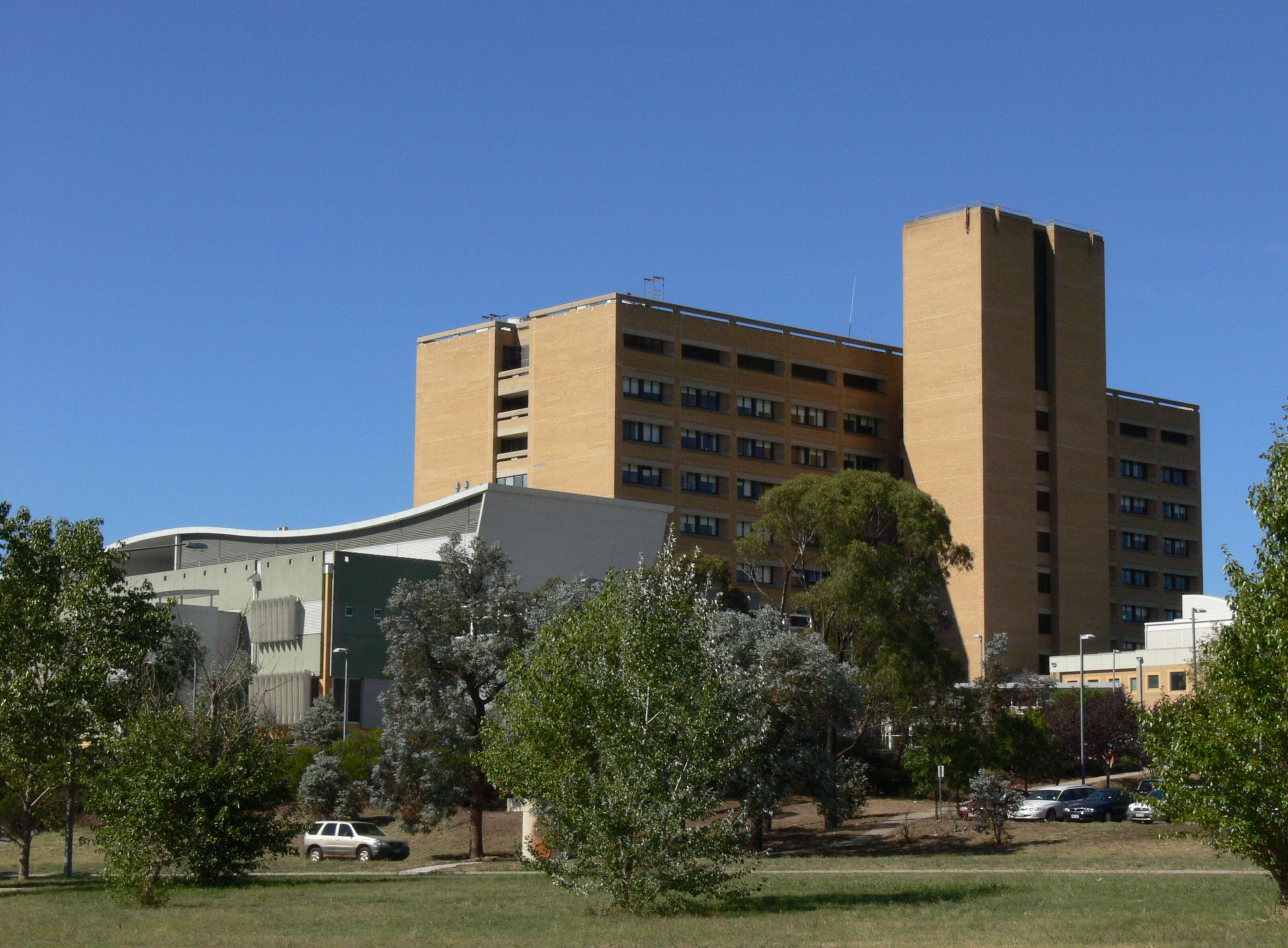
캔버라 병원 본관 건물

ANU 의과대학 부속병원으로는 캔버라 병원 (The Canberra Hospital)이 있다.
캔버라 병원은 대학에게 가장 중요한 부속병원이지만, 이 외에도 오스트레일리아 수도 준주 및 뉴사우스웨일스주 지역의 여러 중소규모 병원 역시 의과대학과 협력을 맺고 부속병원으로의 기능을 하고 있다.
기타 ANU 의과대학 부속병원:
- 국립 수도 사립 병원 (National Capital Private Hospital)
- 캘버리 병원 (Calvary Hospital)
- 캘버리 존 제임스 병원 (Calvary John James Hospital)
- 캘버리 사립 병원 (Calvary Private Hospital)
- 캔버라 안과 병원 (Canberra Eye Hospital)
- 골번 배이스 병원 (Goulburn Base Hospital)
- 베이트먼스 베이 병원 (Batemans Bay Hospital)

## 상징

### 문장
이 대학의 로고는 문장, 로고타이프 그리고 대학의 이름, 이렇게 세가지 요소로 이루어져있다. 대학의 이름은 대문자로 된 Rotis Semi Sans체로 표기되어 있으며, 대학의 문장은 남십자성문양과 그 아래 호주를 상징하는 문양을 지닌 푸른 방패로 이루어져있다. 방패의 아래 위치한 스크롤에는 Naturam Primum Cognoscere Rerum, "먼저 자연의 본질을 알라"는 뜻의 대학의 교훈이 새겨져 있다.

### 교색
교색은 'ANU 백금 (ANU Platinum)'이다.

### 메이스
ANU 부총장의 권한을 상징하는 실버 메이스(Silver Mace)는 1950년 영국의 옥스퍼드 대학이 선물한 것이었다. 옥스퍼드 메이스(Oxford Mace)라고도 불린다. 현재의 실버 메이스는 원래의 옥스퍼드 메이스를 복제한 것으로서, 18세기 금세공인이었던 벤자민 파인(Benjamin Pyne)에 의해 금으로 복제되었다. 이 메이스는 대학의 졸업식 등과 같은 중요행사에서 에스콰이어 비델에 의해 들려 운반되는데 이 때 메이스는 부총장의 앞에 운반된다.

## 학생회
학부생을 대표하는 학생회로는 ANU 학생회(ANUSA)가 있으며, 대학원생을 대표하는 학생회로는 대학원생 및 연구생 연합(Postgraduate and Research Students' Association, PARSA)이 있다. PARSA는 오스트레일리아대학원생협의회의 멤버로 등록되어 있다. 캠퍼스 내의 음식, 소매, 편의 시설 제공에 대한 대학의 모든 학생들의 의견을 반영하는 단체로는 호주국립대학교연합이 있다.

## 교내 언론

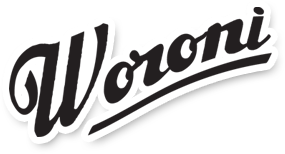
WORONI 대학 신문의 로고

- WORONI: 1948년 설립된 WORONI는 ANU의 정식 학생 신문이다. 대학의 재학생을 비롯해 교수 및 임직원을 위한 신문으로서 대학에 관한 각종 소식을 전달함과 동시에 연방정부 및 지방정부의 정치적 이슈나 고등교육정책에 대한 심도 깊은 분석 기사 역시 전달한다.
- ANU 리포터: 이 대학의 《ANU 리포터》(ANU Reporter)는 대학의 연구 성과에 관한 이야기를 전달하는 대학 매거진이다. 대학의 교수진, 학생 그리고 임직원 활동에 대한 길고 짧은 기사를 전달하기도 한다. 1년에 총 4번 발행되며 봄, 여름, 가을, 겨울 각 계절이 시작되는 시점에 발행된다.
- 온 캠퍼스: ANU의 《온 캠퍼스》(On Campus)는 대학의 대표적인 소식지로서 대학의 최근 커뮤니티 활동에 대한 소식을 전달한다. 격주로 발행된다.

## 대학 순위
ANU의 세계대학평가기관에 따른 세계 순위(괄호 안은 국내 순위)
| 대학평가                                           | 2003    | 2004    | 2005    | 2006    | 2007    | 2008    | 2009     | 2010    | 2011    | 2012     | 2013     | 2014     | 2015    | 2017    |
| -------------------------------------------------- | ------- | ------- | ------- | ------- | ------- | ------- | -------- | ------- | ------- | -------- | -------- | -------- | ------- | ------- |
| QS 대학랭킹                                        |         |         | 16(1위) | 16(1위) | 16(1위) | 16(1위) | 17(1위)  | 20(1위) | 26(1위) | 24(1위)  | 27(1위)  | 25(1위)  | 19(1위) | 20(1위) |
| THES 대학랭킹                                      |         | 16(1위) | 23(2위) | 16(1위) | 16(1위) | 16(1위) | 17(1위)  | 43(2위) | 38(2위) | 37(2위)  | 48(2위)  | 45(2위)  |         |         |
| ARWU 대학랭킹                                      | 49(1위) | 53(1위) | 56(1위) | 54(1위) | 57(1위) | 59(1위) | 59(1위)  | 59(1위) | 70(2위) | 64(2위)  | 66(2위)  | 74(2위)  |         |         |
| New York Times 대학랭킹                            |         |         |         |         |         |         |          |         |         | 33(2위)  | 20(1위)  | 23(1위)  |         |         |
| Newsweek 대학랭킹                                  |         |         |         | 38(1위) |         |         |          |         |         |          |          |          |         |         |
| Leiden 대학랭킹 (size-independent)                 |         |         |         |         |         |         | 120(1위) |         |         | 114(1위) | 127(3위) | 104(1위) | 89(1위) |         |
| Ranking Australian University (멜버른 대학교 발표) |         |         |         |         | (1위)   |         |          |         |         |          |          |          |         |         |

※빈칸: 해당 연도에 발표된 데이터 없음
오스트레일리아대학평가기관에 따른 자국 순위
| 대학평가                     | 2011 | 2012 | 2013 | 2014 |
| ---------------------------- | ---- | ---- | ---- | ---- |
| University Reviews Australia |      |      |      | 1위  |

QS 세계대학랭킹 학과 순위
| 학과                  | 2009 | 2010 | 2011 | 2012 | 2013 | 2014 |
| --------------------- | ---- | ---- | ---- | ---- | ---- | ---- |
| 사회과학 계열         | 11   | 13   | 16   | 16   |      | 13   |
| 자연과학 계열         | 21   | 20   | 19   | 20   |      | 29   |
| 생명과학 및 의학 계열 | 21   | 36   | 39   | 44   |      | 93   |
| 공학 계열             | 42   | 45   | 44   | 50   |      | 49   |
| 예술 및 인문학 계열   | 12   | 17   | 13   | 13   |      | 10   |

THES 세계대학랭킹 학과 TOP 100 순위
| 학과                | 2010 | 2011 | 2012 | 2013 | 2014 |
| ------------------- | ---- | ---- | ---- | ---- | ---- |
| 예술 및 인문학 계열 | 14   | 4    | 13   | 15   | 16   |
| 임상 및 의학 계열   |      |      |      |      |      |
| 공학 계열           | 44   |      | 44   |      |      |
| 생명과학 계열       | 39   | 33   | 36   | 36   |      |
| 자연과학 계열       |      | 26   | 28   | 29   | 28   |
| 사회과학 계열       | 22   | 18   | 20   | 26   | 24   |

※빈칸: 상위 100위 밖
ARWU 세계대학랭킹 학과 순위
| 학과                    | 2007   | 2008  | 2009   | 2010   | 2011   | 2012    | 2013    |
| ----------------------- | ------ | ----- | ------ | ------ | ------ | ------- | ------- |
| 자연과학 및 수학 계열   | 38     | 38    | 35     | 40     | 47     | 37      | 37      |
| 공학 계열               |        |       |        |        |        | 101~150 | 101~150 |
| 생명과학 및 농업학 계열 | 44     | 40    | 42     | 41     | 42     | 51~75   | 51~75   |
| 의학 및 약학 계열       |        |       |        |        |        |         |         |
| 사회과학 계열           | 77~104 | 51~76 | 76~100 | 76~100 | 76~100 | 76~100  | 51~75   |

※빈칸: 순위 밖

## 교육적 연계
ANU는 국내외 명문대학교 및 정부기관과 기타 연구센터들과의 친밀한 연계를 통해, 본교의 학생들에게 공동연구 및 교환학생프로그램 등, 다양한 학술적 교류를 접할 수 있는 기회를 제공하고 있다. 본 대학은 그룹 오브 에이트(Group of Eight), 환태평양 대학 협회(Association of Pacific Rim Universities), NASA 대행 대학연합체(Association of Universities for Research in Astronomy) 그리고 국제 연구형 대학 연합 (International Alliance of Research Universities)에 속해있으며 각 연합의 멤버 대학들과 밀접한 관계를 맺고 있다. 그 외에도, Australian National Institute for Public Policy, 미국 항공우주국(NASA), Innovation ANU 등 국내외 여러 중요 정부기관 및 비영리조직들과의 깊은 학술적 연계 및 상호협력관계를 통해 다양한 분야에서 공동연구를 진행하고 있다.
특히 국제연구대학연합(IARU)는 전 세계에 단 10개의 대학으로 이루어진 명문대 연합으로서 그 멤버로 케임브리지대학교, 옥스퍼드대학교, 도쿄 대학교, 켈리포니아 대학교 버클리, 예일 대학교, 오스트레일리아국립대학교 등이 있다.

### 한국 대학과의 연계
ANU는 환태평양 대학 협회를 통해 한국의 서울 대학교 및 고려 대학교와 깊은 학술적 교류를 가지고 있다. 또한 연세대학교는 2008년 ANU와 공동으로 개최한 화상강의에서, 케빈 러드 前 오스트레일리아 총리와 이안 첩 前 ANU 부총장을 초청하였으며, 그 해 교내의 새천년관에서 한국 최초의 호주연구센터 설립에 대한 개소식을 가지며 이안 첩 부총장을 초대해 축사를 부탁하였다. ANU 역시 같은 해, 오스트레일리아 최초로 한국학 연구소를 교내에 설립하였다. 2007년에는 이언 첩 前 부총장이 한국기초과학지원연구원과 기초과학분야 연구협력에 대한 양해각서를 채결함으로써 공동 연구를 진행하기도 하였다.
ANU와 교환학생 파트너쉽을 가지는 한국대학교는 다음과 같다.
- 서울대학교
- 연세대학교
- 고려대학교
- 이화여자대학교

## 같이 보기
- 오스트레일리아의 대학 목록

## 참조
- https://web.archive.org/web/20160503094209/http://www.topuniversities.com/subject-rankings/2015

1. 1 2 3  호주국립대학교 통계현황